# 南桑县
南桑县是缅甸掸邦下辖的一个县。

## 历史沿革
2022年4月30日，缅甸政府以莱林县南桑镇区、昆欣镇区和朗科县孟乃镇区新设南桑县。

## 行政区划
南桑县下辖南桑镇区、昆欣镇区和孟乃镇区3个镇区。